# СВЛК-14С
СВЛК-14С «Су́мрак» (Снайперская Винтовка Лобаева Крупнокалиберная, англ. SVLK-14S Twilight) — сверхдальнобойная снайперская винтовка из семейства винтовок Лобаева, разработанная в России в 2012 году.

## Описание
Ствольная коробка изготовлена из алюминиевого сплава с резьбовой вставкой из высоколегированной нержавеющей стали. Затвор выполнен также из твёрдой нержавеющей стали. Новая модель имеет усиленную, по сравнению с прошлыми версиями, многослойную ложу из углепластика, арамидного волокна и стекловолокна, и, в отличие от прежних версий ложи, предназначена для использования с мощным боеприпасом.
СВЛК-14С и её модификации были созданы для максимально точной стрельбы на большие дальности мощными патронами .408 CheyTac.

## Стрельба
Для её создания была использована затворная группа KING V3.0. Модель СВЛК-14С намеренно сделана однозарядной для обеспечения наибольшей жёсткости конструкции и сменности калибров. Начальная скорость пули превышает 900 м/с, а кучность стрельбы — 0.4 MOA\9 мм между центрами (5 выстрелов на 100 м).